# Bill Henson
Bill Henson AO (* 1955 in Melbourne) ist ein australischer Fotograf. Er vertrat Australien 1995 auf der Biennale von Venedig.
Bill Henson konnte bereits mit 19 Jahren seine Werke in einer eigenen Ausstellung in der National Gallery of Victoria in Melbourne vorstellen. Seitdem werden seine Werke vor allem in Australien, aber auch in vielen anderen Ländern regelmäßig in Einzel- und Gruppenausstellungen präsentiert.
Die Fotografien zeichnen sich durch die wiederkehrende Darstellung der Dunkelheit aus. Licht, Zwielicht und Schatten werden sowohl bei Landschaftsfotografien als auch bei der Darstellung von Menschen als bestimmendes kompositorisches Mittel eingesetzt. Ein weiteres Thema sind Jugendliche an der Schwelle zum Erwachsenen. Sie werden häufig nackt oder nur knapp bekleidet dargestellt. Die Figuren zeigen oft androgyne Züge, die Körper verschmelzen mit der sie umgebenden Dunkelheit, nur selten blicken die Modelle in die Kamera. Die einfallenden Lichter lenken den Blick auf teilweise befremdliche Details wie Schmutz oder Wunden oder lassen die Körper unwirklich, fast wächsern, erscheinen.
Frühere Werke aus den 1980er Jahren sind oft als Diptychon oder Triptychon gestaltet. In neueren Ausstellungen werden die großformatigen Fotografien (etwa 120 × 180 cm) in Gruppen oder Reihen gehängt, wobei sich Landschafts- und Menschendarstellungen abwechseln und ergänzen und den Zuschauer in ihrer Zusammenstellung überraschen und irritieren können.
Bill Hensons Fotografien finden sich in allen großen australischen Museen, aber auch außerhalb Australiens sind sie in mehrere ständige Sammlungen aufgenommen, darunter im Solomon R. Guggenheim Museum, New York, im San Francisco Museum of Modern Art und im MUMOK Wien.
Für herausragende Verdienste um die bildende Kunst als Fotograf und um die Förderung der australischen Kultur wurde er 2024 zum Officer des Order of Australia ernannt.

## Ausstellungen (Auswahl)
- 1975 Bill Henson, National Gallery of Victoria, Melbourne
- 1981 Bill Henson Photographs, Photographers' Gallery, London
- 1989 Bill Henson Fotografien, Museum Moderner Kunst, Palais Liechtenstein, Wien
- 1990 Bill Henson Photographs, Bibliotheque Nationale, Paris
- 1993 Bill Henson, Tel Aviv Museum of Art
- 1998 Bill Henson, ACP Galerie Peter Schuengel, Salzburg
- 2004 Presence 3: Bill Henson, The Speed Art Museum, Kentucky
- 2006 Bill Henson, Institute of Modern Art, Brisbane
- 2010 Bill Henson, Inaugural exhibtion, 'Artists of the Gallery' Christophe Guye Galerie, Zürich, Schweiz
- 2013 Bill Henson, The Youth Code!, Christophe Guye Galerie, Zürich, Schweiz

## Bildbände
- Bill Henson. Mnemosyne: Photographic Works 1974–2004, Scalo 2005. ISBN 3-03939-003-1
- Lux et Nox, Scalo 2002. ISBN 3-908247-55-1